# Rettenegg
Rettenegg è un comune austriaco di 754 abitanti nel distretto di Weiz, in Stiria.